# Werner Jakstein
Werner Jakstein (26. februar 1876 i Potsdam – 8. maj 1961 i Hamborg) var en tysk arkitekt og stadsbygmester (Oberbaurat) i Altona, hvor han også havde ansvar for beskyttelsen af de arkitektoniske mindesmærker.
Jakstein var arkitekt, Dr.Ing. Han havde tætte kulturelle bånd til Danmark, og som ung arkitektstuderende opmålte han gamle klassicistiske huse i København. Størst betydning fik han med sine bøger om de danske arkitekter C.F. Hansen og J.C. Lillie og deres virke i hertugdømmerne. Parallelt med Hans Koch og Carl Petersens indsats i Danmark var Jaksteins arbejde med til at skærpe opmærksomheden på kvaliteterne af den klassicistiske arkitektur i Nordtyskland. Ved flere tilfælde forhindrede han i løbet af 1930'erne påtænkte nedrivninger af Hansens huse på Palmaillen i Altona.
Fra 1909-12 opholdt de danske arkitekter Einar Rosenstand og Georg Juul Brask sig på Jaksteins tegnestue, hvor de fik opgaven at tegne den nu forsvundne forlystelsespark Luna Park, som de beskrev i Architekten.
I 1961 blev Jakstein æresmedlem af Freie Akademie der Künste in Hamburg, men han døde senere samme år. For sin indsats for dansk kulturarv blev han Ridder af Dannebrog.
I privatlivet var han kunst- og antikvitetssamler og samlede bl.a. på gamle spillekort.

## Udgivelser
- "C.F. Hansens Vicelinkirche zu Neumünster", Bau-Rundschau, (1913).
- "C.F. Hansen's Haus des Generals Hopendorp", særtryk fra Neuen Hamburger Zeitung, nr. 356, 1. august 1914.
- Die Landesheilanstalt zu Schleswig: Ein Werk des dänischen Klassizisten Christian Friedrich Hansen, 1918.
- "Ist C. F. Hansens Kunst franzosischer Abstammung?", Bau-Rundschau, 1919, s. 138-139.
- "Til Studiet af C. F. Hansen", Architekten, XXII, (1920), s. 93—97.
- "Die grossen Kopenhagener Hafenpläne", Der Städtebau, (1920).
- "Gottlieb Bindesbøll", Bau-Rundschau, (1921).
- "Die Stellung der neueren Baukunst Schleswig-Holsteins zu der in Dänemark und im Reiche", Nordelbingen, bd. 1 (1923).
- "C.F. Hansens Rat- und Arresthaus", Wasmuths Monatshefte für Baukunst, (1926).
- Alte Bauzeichnungen, eine technische und psychologische Untersuchung über ihre Bedeutung für die Erkenntnis des handwerklichen und baukünstlerischen Schaffens, 1927 (disputats).
- C. F. Harsdorff und seine Bedeutung für Altona, 1929.
- Landesbaumeister C. F. Hansen, der nordische Klassizist, Neumünster in Holstein: Wachholtz 1937.
- "Aus der klassizistischen Zeit Dänemarks und des deutschen Nordens", Der Norden. Monatsschrift der nordischer Gesellschaft, (1938).
- Indledning til Erich Elingius, Die Palmaille in Altona: Ein Kulturdokument des Klassizismus, Trautmann 1938.
- Das unbekannte Altona, Deutsche Kunst und Derkmalpflege 1938.
- "Aus der Werkstatt des Lübecker Klassizismus", Zeitschrift des Vereins für Lübeckische Geschichte und Altertumskunde, (1939).
- Liebe alte Stadt, Altona: Hammerich & Lesser 1940.
- Früh-romanische Kirchen des Nordens, 1945.
- "Christian Frederik Hansen – den store danske arkitekt og et gådefuldt menneske", Danmarksposten, årg. 37, nr. 11/12 (1956).
- Geheimnisse der Spielkarten, u.å.